# Gretna Green (film)
Gretna Green – amerykańska niema komedia romantyczna z 1915 roku reżyserowana przez Thomasa H. Heffrona oraz dystrybuowana za pośrednictwem Paramount Pictures. Oparta jest na sztuce z Broadwayu napisanej przez Grace Livingston Furniss. Główną rolę w komedii grała Marguerite Clark. Film jest obecnie uważany za zaginiony.
Film oraz sztuka opierają się na renomie szkockiej miejscowości Gretna Green. Stała się ona popularnym celem podróży dla par, które chcą zawrzeć legalny związek małżeński, gdyż ludzie poniżej 16 roku życia mogą to tam uczynić bez zgody ich rodziców.

## Obsada
- Marguerite Clark jako Dolly Erskine
- Arthur Hoops jako sir William Chetwynde
- Helen Lutrell jako Lady Chetwynde
- Lyster Chambers jako Lord Trevor
- Wilmuth Merkyl jako hrabia Basset
- George Stilwell jako kapitan Cardiff
- J. Albert Hall jako Pułkownik Hooker
- Martin Reagan jako karczmarz
- Julia Walcott jako żona karczmarza